# Francisco Sorribes Vaca
 (août 2014).
Si vous disposez d'ouvrages ou d'articles de référence ou si vous connaissez des sites web de qualité traitant du thème abordé ici, merci de compléter l'article en donnant les références utiles à sa vérifiabilité et en les liant à la section « Notes et références ».
Francisco Sorribes Vaca, né le 23 octobre 1936 à San Antonio de Litín dans la Province de Córdoba (Argentine) et mort le 7 septembre 2005 au Kremlin-Bicêtre, est un poète, écrivain, journaliste, homme d’affaires et ancien prisonnier politique argentin.

## Biographie
Francisco Sorribes Vaca est le fils d’un anarchiste espagnol, exilé en Argentine et d’une amérindienne. Il fait ses débuts comme prêtre dans sa ville natale et dans la paroisse de Villa Nueva.       
En 1974, il est arrêté par la Triple A et jeté en prison parce qu’il professe la théologie de la libération en tant que religieux et journaliste par le biais d’Amnesty International. En 1977, il s’exile à Paris où il abandonne son sacerdoce pour l’écriture.
Il étudie la sociologie à l’Université de la Sorbonne et travaille comme journaliste, écrivain et poète. 
En 1983, il publie avec Miguel Benasayag Transferts. Argentine : écrits de prison et d’exil, aux Éditions Maspero. 
Il commercialise, dans les années 1990, des produits artisanaux importés d'Amérique latine et fabriqués par des Indiens, s’inscrivant ainsi dans le commerce équitable. 
Il passe les dernières années de sa vie, entre l’Argentine et la France. Il meurt au Kremlin-Bicêtre le 7 septembre 2005.